# El Baix Montseny: periòdic arbucienc
El Baix Montseny va ser una revista arbucienca que tenia com a objectiu informar sobre els esdeveniments que es donaven a la població d'Arbúcies.

## Origen
El primer exemplar va ser publicat l'1 de juliol del 1927. Els esdeveniments dels quals s'informava podien ser de caràcter anterior o posterior a la publicació. És a dir, el periòdic podia informar, d'una banda, sobre fets de certa rellevància succeïts arreu de la població i, d'altra banda, podia adoptar el paper d'una agenda en la mesura que comunicava quins eren els propers esdeveniments que se celebrarien al municipi. A més, en el periòdic s'hi troba una gran presència de publicitat provinent d'Arbúcies, Breda i Barcelona. El Baix Montseny va tenir un tiratge de 300 exemplars i la seva redacció s'ubicava al número 55 del carrer Camprodon d'Arbúcies, en un principi.

## Història: evolució i característiques
El Baix Montseny tenia una periodicitat mensual, encara que, com la mateixa redacció exposa en el segon exemplar degut a l'èxit que va assolir el primer, els hagués agradat tenir una periodicitat de dues setmanes. Així doncs, per acomplir aquest desig, van demanar un augment de les subscripcions anuals dels arbuciencs. El primer número es va publicar l'1 de juliol del 1927 i l'últim l'1 d'agost del 1951.

### Contingut
Quant al contingut, l'any 1927, el primer any, el periòdic constava d'un text inicial de la redacció, d'uns poemes, d'un apartat religiós i d'una secció anomenada “Noves”, on s'hi exposaven les notícies del mes. L'apartat religiós, tal com s'apunta en el diari, sempre era visat per la censura.
Aquesta distribució es va mantenir fins a finals del 1928, quan el canvi d'edició va comportar alguns canvis en el seu contingut. Primerament, el text inicial de la redacció desapareix per donar pas a un fragment anomenat Impressions. A més, el nombre de publicitat augmenta notablement i, per tant, les primeres i últimes pàgines estan destinades exclusivament a la propaganda. De fet, entre el 35 i el 40 % de la superfície estava destinat a la publicitat. No obstant, també apareixen alguns anuncis entre el contingut. En aquest moment de canvi, apareix un nou apartat titulat Necrològiques, destinat a l'elogi d'una personalitat difunta.
A inicis del tercer any d'existència del periòdic arbucienc, l'1 de gener del 1929, es segueixen aplicant certs canvis en el contingut. Apareixen els contes, creats pels redactors i col·laboradors del diari, i els apartats d'Esports i De societat.
Aquesta estructura es manté fins l'1 de juliol del 1929, amb l'exemplar número 25. En aquest període apareix per primera vegada la Secció de Lletres i la primera crònica esportiva del futbol. La Secció de Lletres era un apartat que tractava sobre els nous llibres que arribaven a la biblioteca i en feia una breu explicació de cada un d'ells. En referència a l'esport, que sempre oferia únicament informació sobre els partits de futbol en què participava l'arbucienca, s'adjunta a la informació esquemàtica dels resultats dels partits una crònica que els descrivia. No obstant, aquesta crònica perdura fins l'1 de setembre del 1929, ja que a partir de l'1 d'octubre només apareix, altra vegada, l'esquema dels resultats dels partits. Malgrat això, concretament l'1 de novembre del 1931 apareix altra vegada una crònica esportiva en el diari.

Amb l'inici del quart any d'existència de la revista, el 1930, es realitzen alguns canvis de contingut. L'apartat religiós desapareix i, en el seu lloc, es posa el Trenca-caps, que tal com ells expliquen és:
“Una secció recreativa, amb valuosos premis, dedicada exclusivament a la mainada que va a les escoles Nacionals o particulars d'aquesta vila”.
Aquesta estructura es manté al llarg d'un període de dos anys i és a mitjans de l'any 1932 quan apareix un apartat destinat als bateigs del poble. A més, un fet característic que s'inicia en aquest moment és l'inici de l'aparició de fotografies en blanc i negre de llocs concrets del poble.

### Col·laboradors
Els seus principals col·laboradors van ser Lluis Pons, Rafael Vilá, Félix Graells, Ramon Pagès, Ramon Ferrer Montplet i Josep Pol. No obstant, en tots els exemplars es recullen textos que la gent del poble escrivia i firmava amb el seu nom o un pseudònim. També, però, alguns dels col·laboradors que van participar més temps en el diari firmaven amb un pseudònim. Entre altres, cal destacar per la seva nombrosa participació “Un concurrent”, “Un arbucienc”, “Marián”, “Atix”, “Eneas” i “Flist”.
Rafael Vilá Barnils i Ramon Ferrer Montplet escriuen en tots els números del periòdic arbucienc i en molts casos escriuen poesies i contes. Josep Pol va ser l'iniciador de l'apartat del Trenca-caps. Quant a l'esport, l'autor firma sota el pseudònim de “Sportman”, encara que les cròniques les escrivia “FIM”. Malgrat això, el 1929, quan desapareix la crònica esportiva, “FIM” passa a ser l'encarregat de la secció d'esports i es perd la pista de “Sportman” fins al 1932.

### Format
Pel que fa al format, El Baix Montseny presenta la informació en dues columnes fins a l'any 1930, que s'utilitza només una columna en la gran majoria de casos. Durant el primer any, el periòdic arbucienc consta únicament de 8 pàgines mentre que a partir del segon any, el 1928, ja no hi ha una fixació i el seu número oscil·la entre les deu i vint pàgines, encara que en alguns casos en concret el número sigui superior o inferior. En referència a l'edició, el format inicial del diari és modificat per primera vegada a finals del 1928, ja que hi ha un canvi de portada, de la presentació, del format i dels títols. L'any 1929, el format es redueix i passa a ser de 24 centímetres. Aquests canvis es mantenen llargament fins l'1 de gener del 1932, en què la revista presenta altrament una alteració en la portada, els títols, la presentació i el format.

### Redaccions
La redacció del diari estava situada al carrer Camprodon número 55 fins l'1 de febrer del 1929, quan la redacció es desplaça al carrer de la Pietat número 19. Pel que fa als impressors, El Baix Montseny en va tenir quatre. Arts Gràfiques, localitzat a Santa Coloma de Farners, en va ser l'impressor durant tres anys, ja que va tenir una prolongació des del 1927 fins al 1930. L'1 de febrer del 1930 l'impressor va passar a ser l'Impremta Grivé i Masó, situada a Sant Celoni. Del març al novembre del 1931 l'encarregat d'imprimir és Gràfics El Baix Montseny i, finalment, a finals del 1931 Gràfics Ferrer Montplet esdevé l'impressor fins a la fi de la revista, l'1 d'agost del 1951.

## Final
L'abat temporal d'El Baix Montseny va del 1927 fins al 1951. Al llarg d'aquests anys, es difon un total de 300 exemplars per la població d'Arbúcies. Aquest periòdic va conviure durant un any amb La Vila, una revista de periodicitat mensual que va existir des del 1935 fins al 1936. El Baix Montseny és la revista més antiga de la qual es té constància. Posteriorment, però, van aparèixer altres diaris i revistes que tenien la mateixa funció, com La perxada o La riera.

## Webgrafia
- Biblioteca d'Arbúcies, Hemeroteca – Bibgirona.cat. El Baix Montseny.